# Kungen och jag (TV-dokumentärserie)
Kungen och jag är en svensk dokumentärserie i tre delar från 2023 av Karin af Klintberg. Serien hade premiär på SVT Play den 3 september 2023 och är en omredigerad längre version av dokumentärfilmen Kungen (2023).